# Klaas de Vries (Komponist)

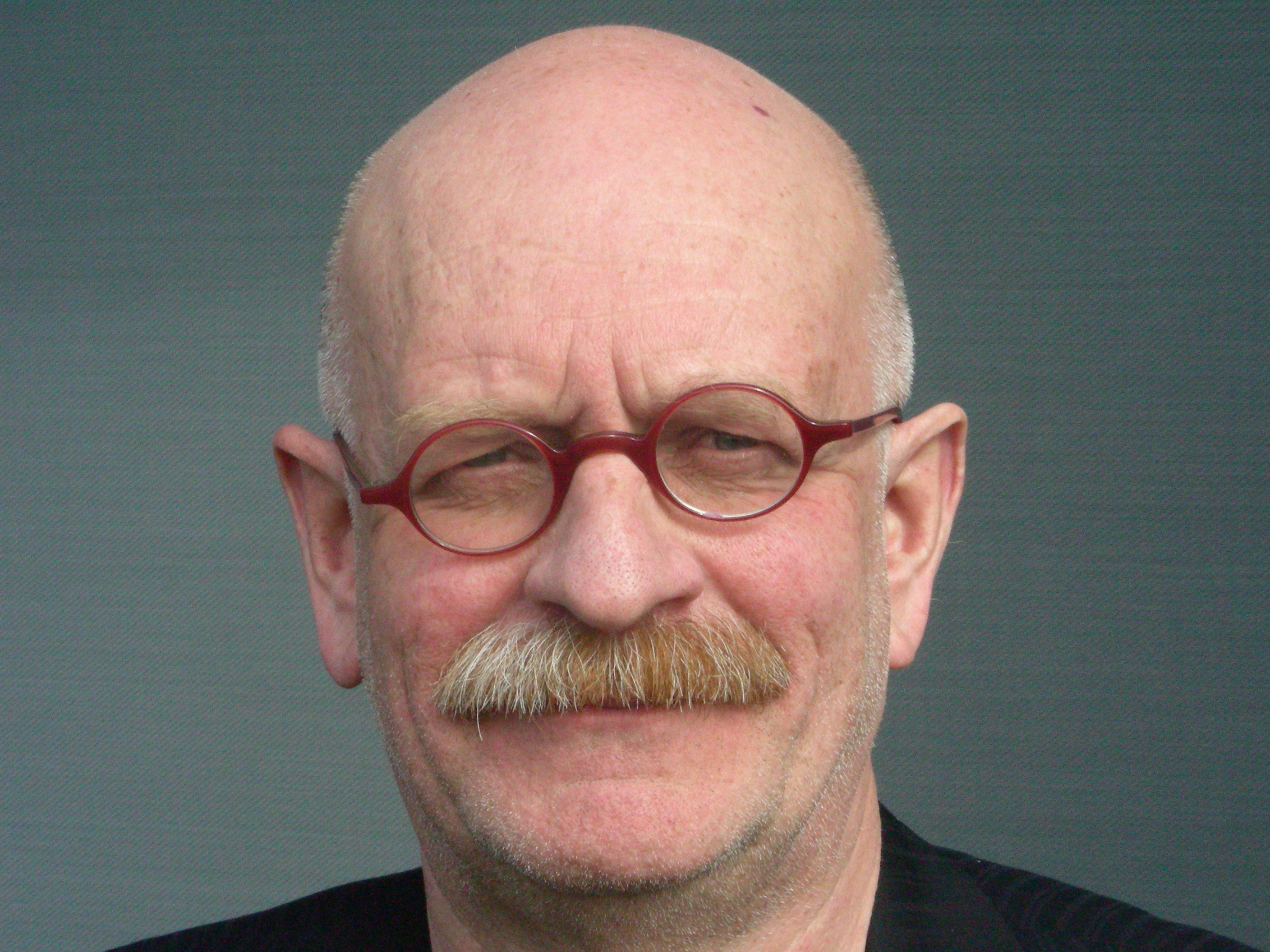
Klaas de Vries

Klaas de Vries (* 15. Juli 1944 in Terneuzen) ist ein niederländischer Komponist.

## Leben
Klaas de Vries studierte von 1965 bis 1972 Klavier, Musiktheorie und Komposition am Rotterdams Conservatorium. Er war danach Kompositionsschüler von Otto Ketting am Koninklijk Conservatorium in Den Haag und ab 1974 von Milko Kelemen in Deutschland. 
Seit 1979 ist er Dozent für Musikanalyse, Instrumentation und Komposition am Konservatorium Rotterdam. In den 1980er Jahren gründete er mit Peter-Jan Wagemans die Stiftung Unanswered Question, die sich der Aufführung von Werken zeitgenössischer Komponisten widmet. 
Für seine Kompositionen wurde er 1984 und 1998 mit dem Matthijs Vermeulen–Prijs ausgezeichnet.

## Werke
- 1973: Follia für Bläser, Schlagwerk, elektrische Instrumente und fünf Streicher
- 1979: Bewegingen für Ensemble
- 1982: Discantus für Orchester
- 1982: Twee Koralen, UA durch das Nederlands Saxofoonkwartet
- 1984: Erèndira, Kammeroper
- 1992: Sub nocte per umbras, UA durch das Noordhollands Philharmonisch Orkest
- 1993: Streichquartett
- 1996: A king riding, szenisches Oratorium, UA beim Holland Festival
- 2000: Antagonistische Ode, Auftragsarbeit für das Nationaal Jeugd Orkest
- 2010: Wake, Oper gemeinsam mit David Mitchell[1]

## Diskographie
- A King Riding (Composer's Voice)
- Areas, Bewegingen, Follia, Discantus, Phrases (Composer's Voice)
- Diafonía, Sub nocte per umbras, De Profundis (Composer's Voice)
- Bart Berman, piano:  Vriend, Hekster, Loevendie, De Vries, Kleinbussink (Golf)
- The contemporary harpsichord (NM Classics)
- Osiris trio and guests (NM Classics)
- Cappella Amsterdam (Q disc)